# دهقان (بيش كوه زلاغي)
دهقان (بالفارسية: دهگاه) هي قرية تقع في إيران في قسم بیش کوه زلاغي الریفي. يقدر عدد سكانها بـ 23 نسمة بحسب إحصاء 2016.